# Campeonato de Francia de Rugby 15 1978-79
El Campeonato de Francia de Rugby 15 1978-79 fue la 80.ª edición del Campeonato francés de rugby.
El campeón del torneo fue el equipo de RC Narbonne quienes obtuvieron su segundo campeonato.

## Desarrollo

### Grupo A
| Grupo 1 - Béziers - Touloun - Graulhet - Oloron - Stade Bagnérais - La Rochelle - Aurillac - Auch - Thuir - Gaillac | Grupo 2 - Perpignan - Brive - ASM Clermont - Romans - Carcassonne - Avignon Saint-Saturnin - US Bressane - Racing - Montauban - Mauléon |
| Grupo 3 - Toulouse - RRC Nice - Mazamet - Lourdes - Pau - Agen - Stadoceste - Tulle - Castres - Mont-de-Marsan      | Grupo 4 - Narbonne - Biarritz - Bayonne - Dax - Valence - Bourgoin-Jallieu - Saint-Jean-de-Luz - Boucau - Bègles - Tyrosse              |

### Grupo B
| Grupo 5 - Grenoble - Stade Beaumontois - Avenir sportif bédarridais - Cahors - Condom - Le Creusot - Marmande - Millau - US Salles - US Vic-Bigorre | Grupo 6 - Périgueux - Castelsarrasin - Chambéry - US La Seyne - La Voulte - Lannemezan - UA Mimizan - Orthez - Paris Université - Rodez |
| Grupo 7 - USA Limoges - Albi - Arras - US Bergerac - Carmaux - Castelnaudary - Mérignac - Nîmes - Saint-Claude - Saint-Médard                       | Grupo 8 - Montchanin - Dijon - Fumel - La Teste - Lombez Samatan - Peyrehorade - US Quillan Espéraza - Saint-Girons - SA Voiron - Vichy |

### Dieciseisavos de final
| 1979 | Toulouse | 18 - 10 | Périgueux |  |  |

| 1979 | Valence | 28 - 4 | Pau |  |  |

| 1979 | Clermont | 15 - 12 | US Bressane |  |  |

| 1979 | Toulon | 45 - 21 | Bourgoin-Jallieu |  |  |

| 1979 | Stadoceste | 25 - 18 | Brive |  |  |

| 1979 | Bayonne | 13 - 6 | Saint-Jean-de-Luz |  |  |

| 1979 | Carcassonne | 18 - 6 | Romans |  |  |

| 1979 | Narbonne | 61 - 14 | Limoges |  |  |

| 1979 | Biarritz | 20 - 9 | Aurillac |  |  |

| 1979 | Agen | 20 - 3 | Mazamet |  |  |

| 1979 | Graulhet | 19 - 12 | Dax |  |  |

| 1979 | Grenoble | 4 - 4 | Perpignan |  |  |

| 1979 | Béziers | 30 - 3 | Montchanin |  |  |

| 1979 | Stade Bagnérais | 18 - 9 | Lourdes |  |  |

| 1979 | Oloron | 3 - 0 | La Rochelle |  |  |

| 1979 | RRC Nice | 17 - 13 | Avignon Saint-Saturnin |  |  |

### Octavos de final
| 1979 | Toulouse | 7 - 3 | Valence |  |  |

| 1979 | Clermont | 21 - 14 | Toulon |  |  |

| 1979 | Bayonne | 29 - 10 | Stadoceste |  |  |

| 1979 | Narbonne | 21 - 12 | Carcassonne |  |  |

| 1979 | Agen | 21 - 17 | Biarritz |  |  |

| 1979 | Graulhet | 16 - 10 | Grenoble |  |  |

| 1979 | Stade Bagnérais | 9 - 6 | Béziers |  |  |

| 1979 | RRC Nice | 23 - 22 | Oloron |  |  |

### Cuartos de final
| 1979 | Clermont | 12 - 10 | Toulouse |  |  |

| 1979 | Narbonne | 18 - 7 | Bayonne |  |  |

| 1979 | Agen | 13 - 9 | Graulhet |  |  |

| 1979 | Stade Bagnérais | 14 - 10 | RRC Nice |  |  |

### Semifinal
| 1979 | Narbonne | 19 - 9 | Clermont |  |  |

| 1979 | Stade Bagnérais | 25 - 9 | Agen |  |  |

### Final
| 27 de mayo de 1979 | RC Narbonne | 10 - 0 | Stade Bagnérais | Parc des Princes, Paris |  |

| Bandera de Francia  |
| Campeón RC Narbonne |
| Segundo título      |